# 砂越氏維
砂越 氏維（さごし うじふさ）は、戦国時代の武将。出羽国飽海郡砂越城主。

## 略歴
大宝寺氏庶流の出身。砂越氏は元より郡司の立場であり、時の当主・砂越氏雄は大宝寺澄氏との合戦で一度は大勝したものの、その後敗れて親子共々戦死を遂げる。その後大宝寺一門（政氏の弟若しくは子）の氏維が名跡をついで再興した。
しかし、砂越を領すると次第に独立傾向を顕にし、享禄5年/天文元年（1532年）には本家の大宝寺晴時と戦い、大宝寺城を燃亡させるなどの戦果を上げている。越後国の上杉氏の仲介により和睦が締結されるも、翌年にはこれを破棄してまた争い合っている。しかし、その後臣従したのか、諸豪に大宝寺氏との和睦を斡旋している。
砂越氏はその後もたびたび大宝寺氏に反抗したが、時は下り十五里ヶ原の戦いにおいて最上氏が敗れると秋田氏に従い砂越を去ったという。